# Gulbenkianmuseet
Gulbenkianmuseet (Museu Calouste Gulbenkian) är ett konstmuseum beläget i Lissabon, Portugals huvudstad. Museet öppnades i oktober 1969 enligt ett testamente av Calouste Gulbenkian, en oljemagnat med armeniskt ursprung. Han hade verkat i Portugal i mitten av 1900-talet och hade hela sitt liv samlat på konst. Museet drivs av Gulbenkianstiftelsen (Fundação Calouste Gulbenkian), som även driver andra verksamheter såsom ett bibliotek, ett center för modern konst och ett forskningsinstitut.

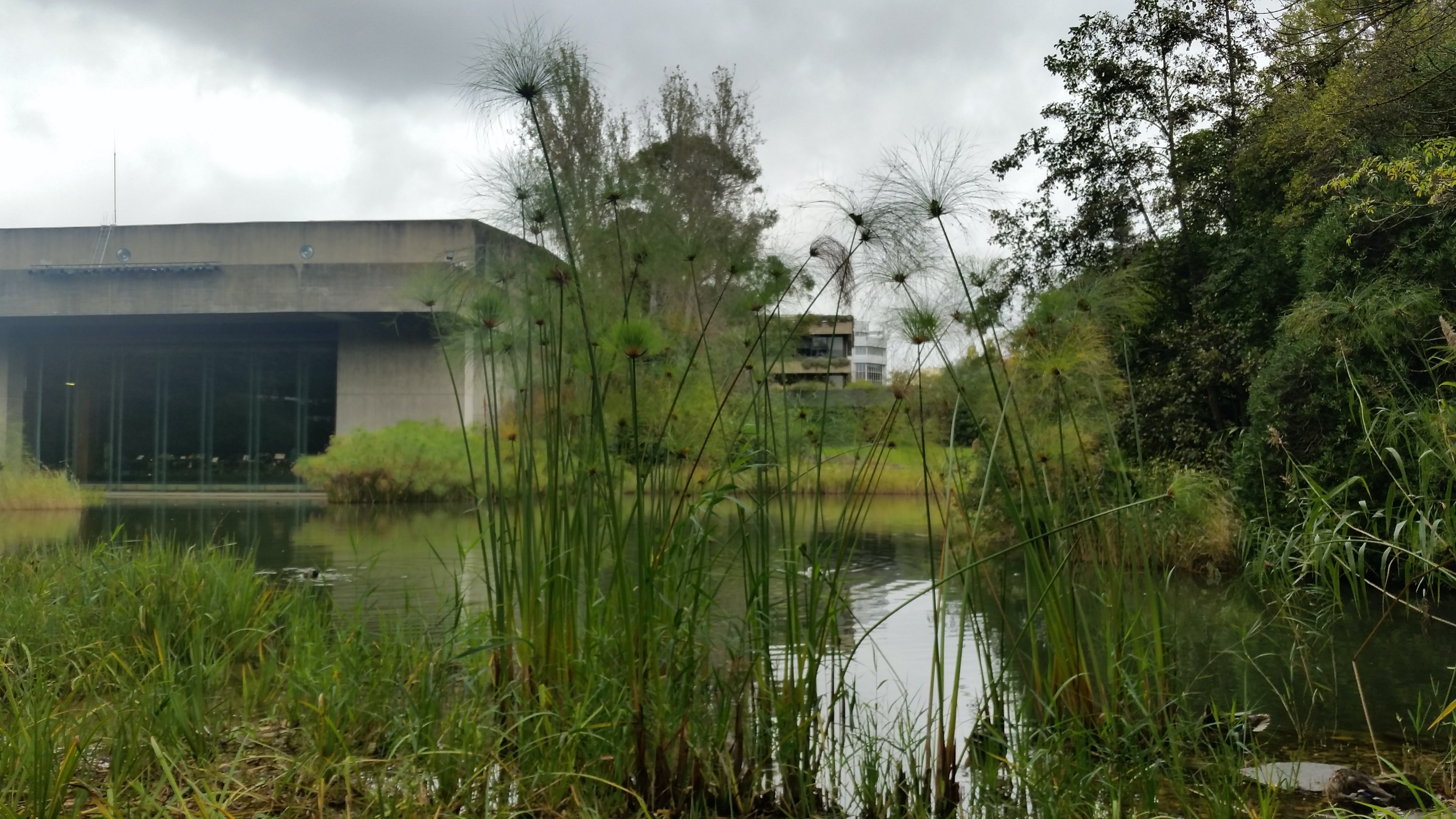
Gulbenkianmuseets park

## Museibyggnadens historia
Vasco Maria Eugénio de Almeida förvärvade en del av Parque de Santa Gertrudes i april 1957 för uppförandet av Gulbenkianstiftelsens byggnader och en offentlig/privat park. Två år senare startade en tävling för ett projekt som handlade om att bygga organisationens huvudbyggnad. Den vanns så småningom av ett team som bestod av arkitekterna Alberto J. Pessoa, Pedro Cid och Ruy Jervis d'Athouguia (1917–2006), förutom landskapsarkitekterna António Viana Barreto och Gonçalo Ribeiro Telles, som var ansvariga för utformningen av parken som omger byggnaden. Senare tillkom Francisco Caetano Keil do Amaral i teamet som konsult, och Frederico Henrique George gick med i det team som arbetade med byggnaden.
I december 1961 påbörjades projektet för den främre delen av parken, medan arbetet med marken och stödmurarna började följande år. En skulpturpanel installerades i högkvarterets byggnad av arkitekten Artur Rosa 1962. År 1968 avslutades projektet. Den 2 oktober 1969 invigdes byggnaderna och trädgårdarna.
Den 12:e International Federation of Landscaping Architects Congress hölls i september 1970 i Gulbenkianstiftelsens hus. 1975 belönades fastigheten med Valmorpriset.

## Konstsamling
Samlingen består av cirka sex tusen föremål, både antik och modern konst, ur Calouste Gulbenkians privata konstsamling. Ett tusental av föremålen visas för allmänheten. 

### Utställningar
Den permanenta utställningen bildar två skilda avdelningar:

Det första ägnas åt orientalisk och klassisk konst, med föremål som egyptisk, grekisk-romersk, islamisk, kinesisk och japansk konst.

Den andra avdelningen tillägnas den europeiska konsten, med föremål från 1000-talet till 1900-talet. Utställningen visar antika böcker, skulpturer och målningar, med gamla mästare som Rogier van der Weyden, Rubens, Rembrandt, Domenico Ghirlandaio, Frans Hals och exempel på rokoko (François Boucher och Jean-Honoré Fragonard). Bland målarna från artonhundratalet finns bland annat Édouard Manet, Renoir, Degas och Henri Fantin-Latour.

## Galleri

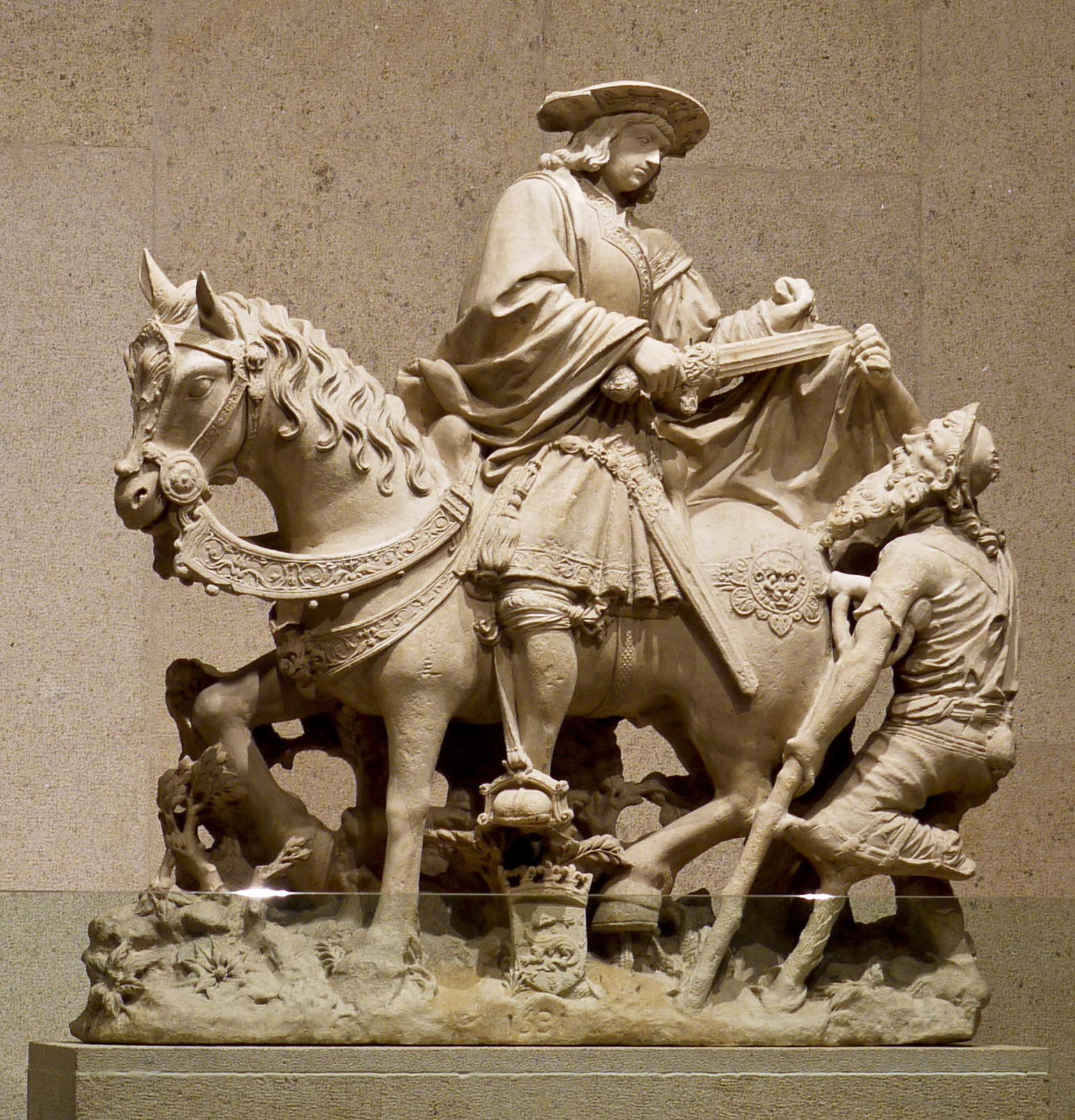
Sankt Martin delar sin cape med en tiggare, Loiredalen 1531
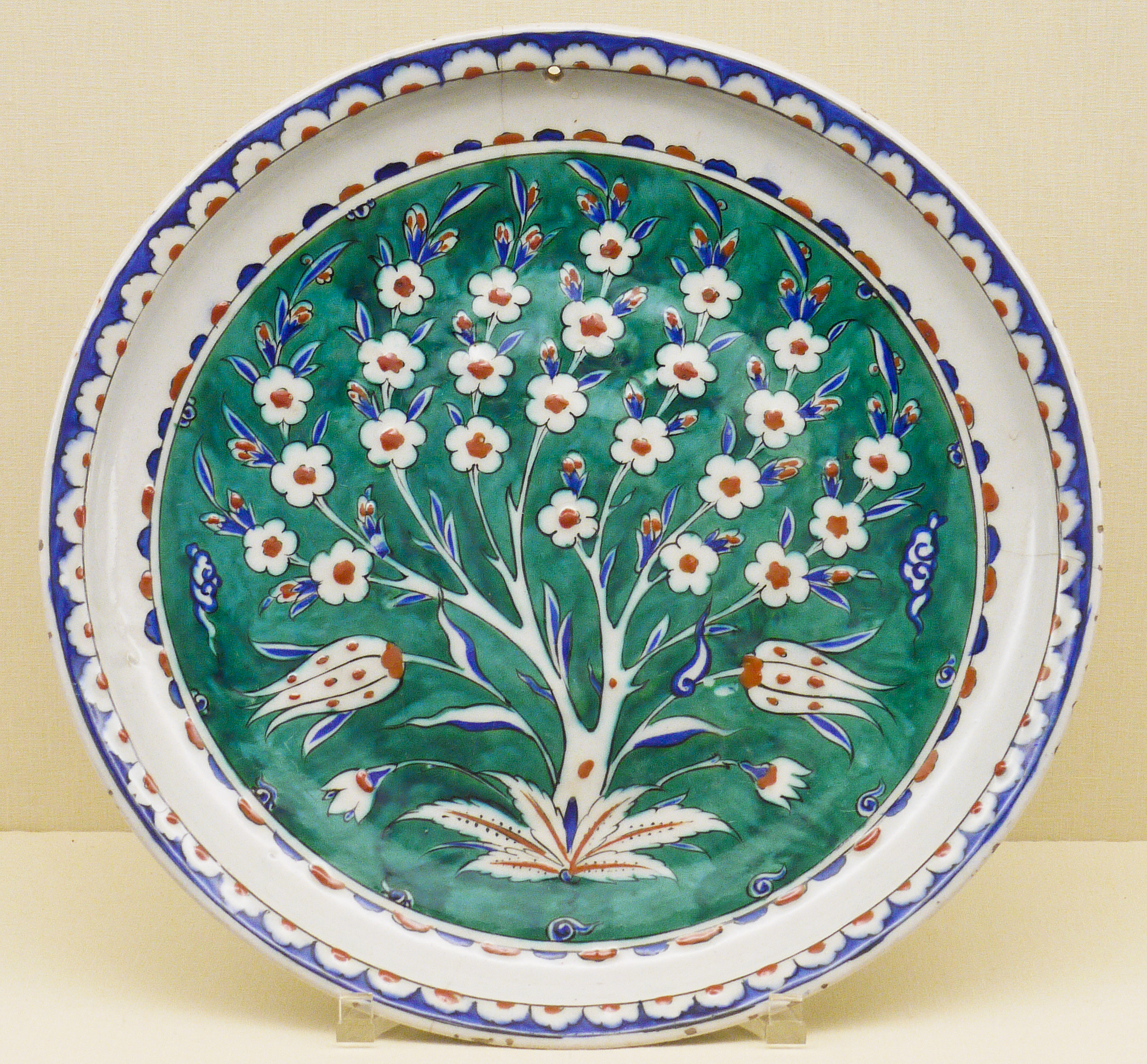
Turkiskt porslin, senare delen av 1500-talet
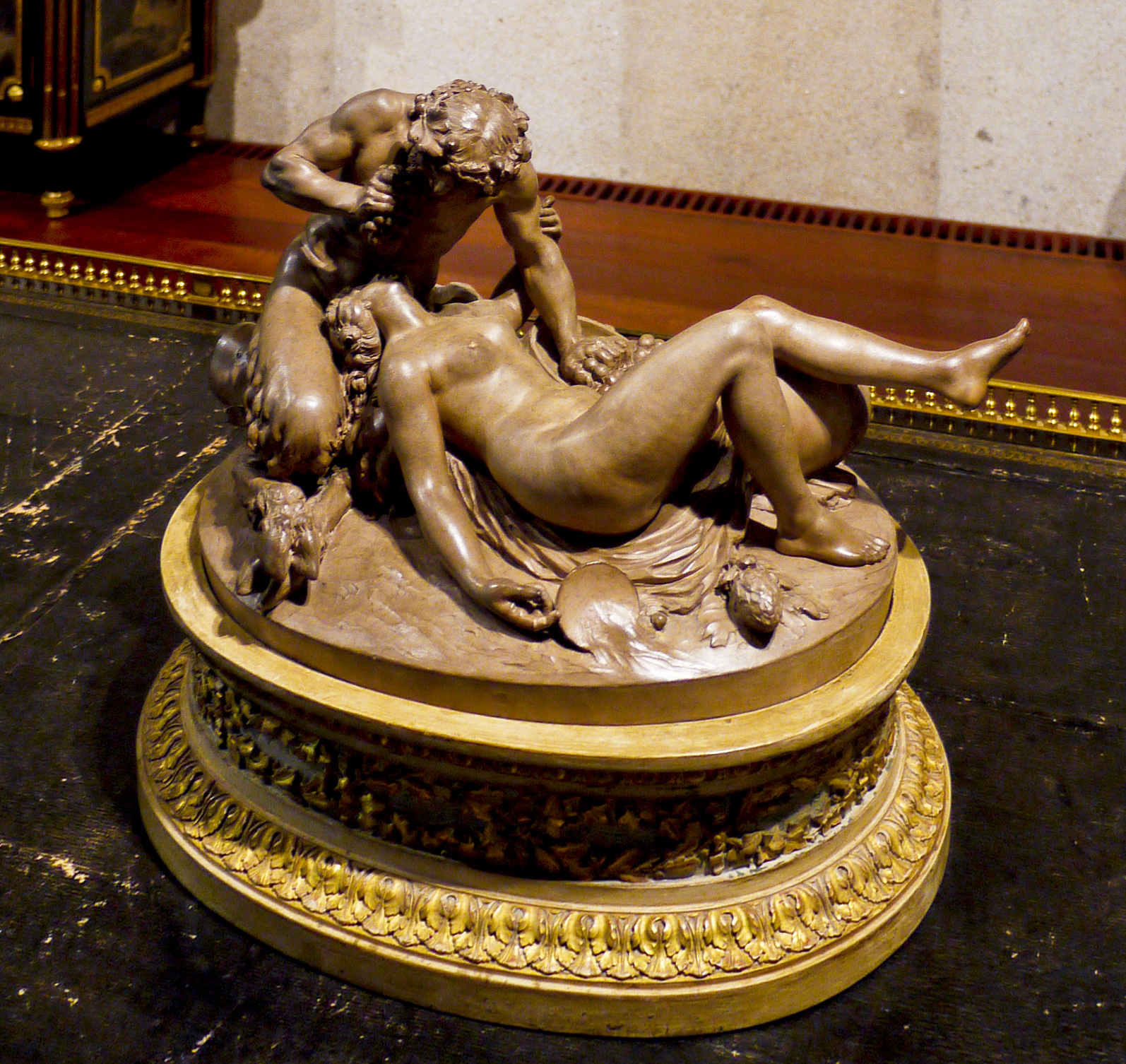
Nymf och satyr, Frankrike 1764
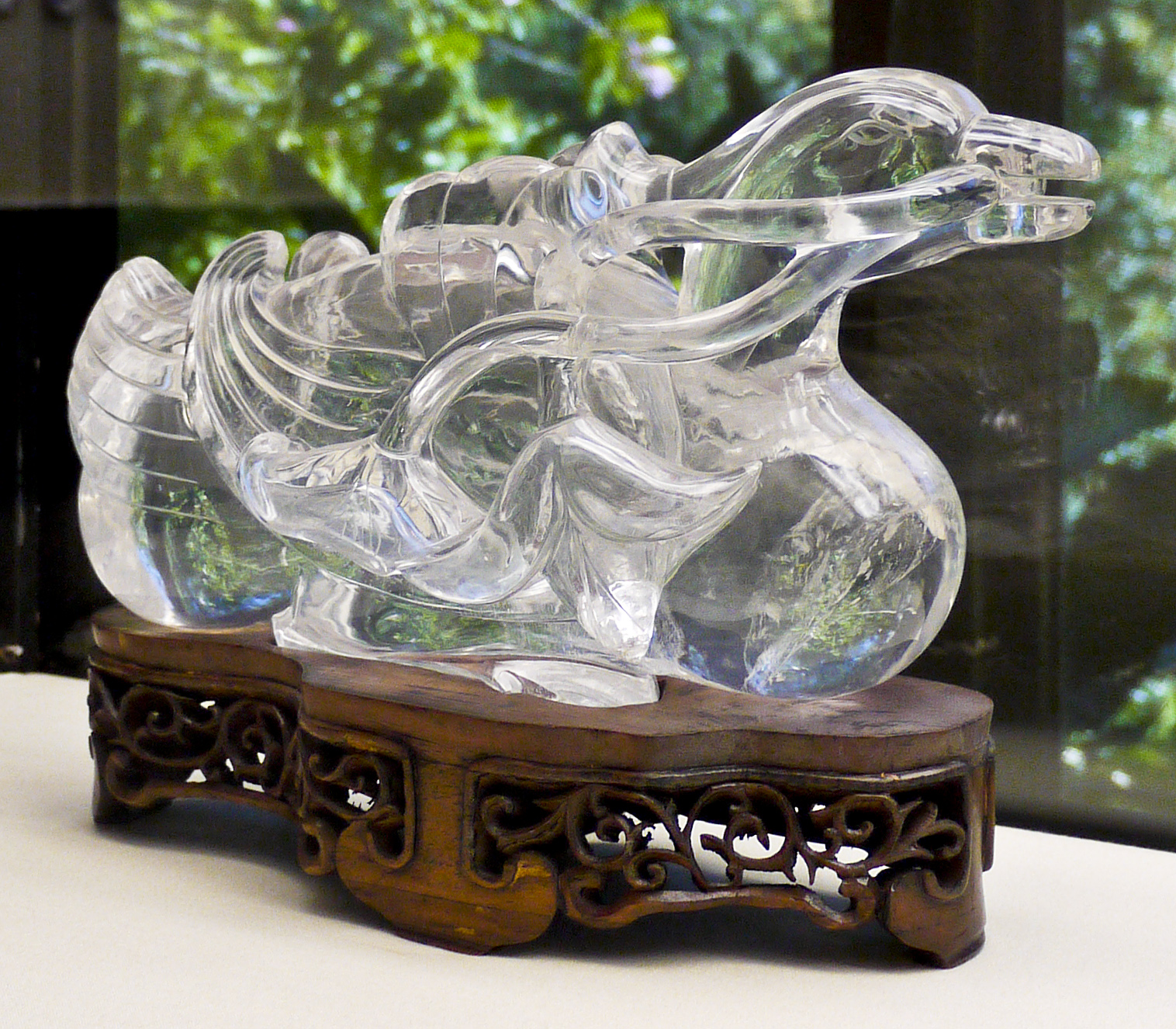
Anka i bergkristall, Qingdynastin
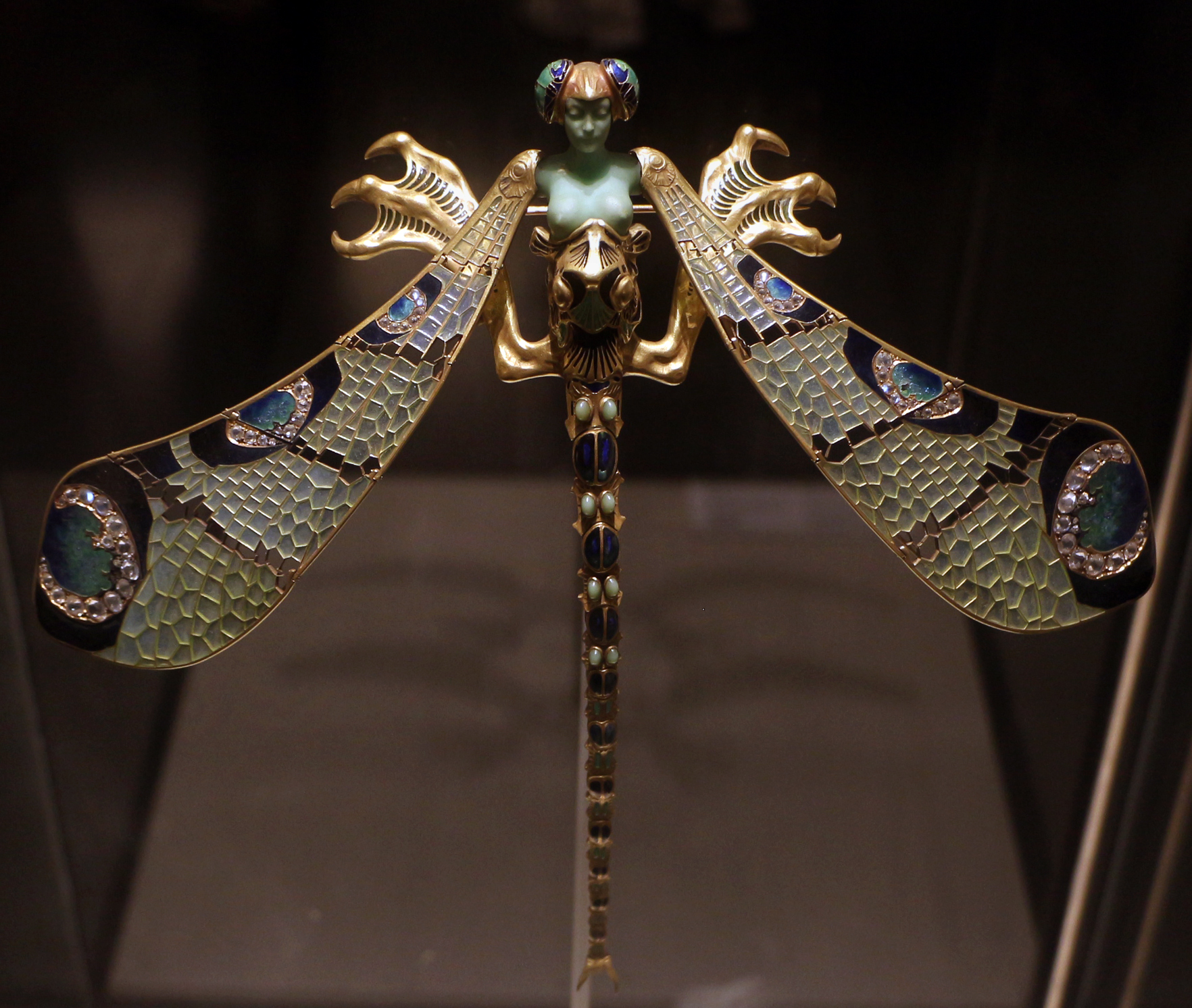
Drakkvinna, 1898
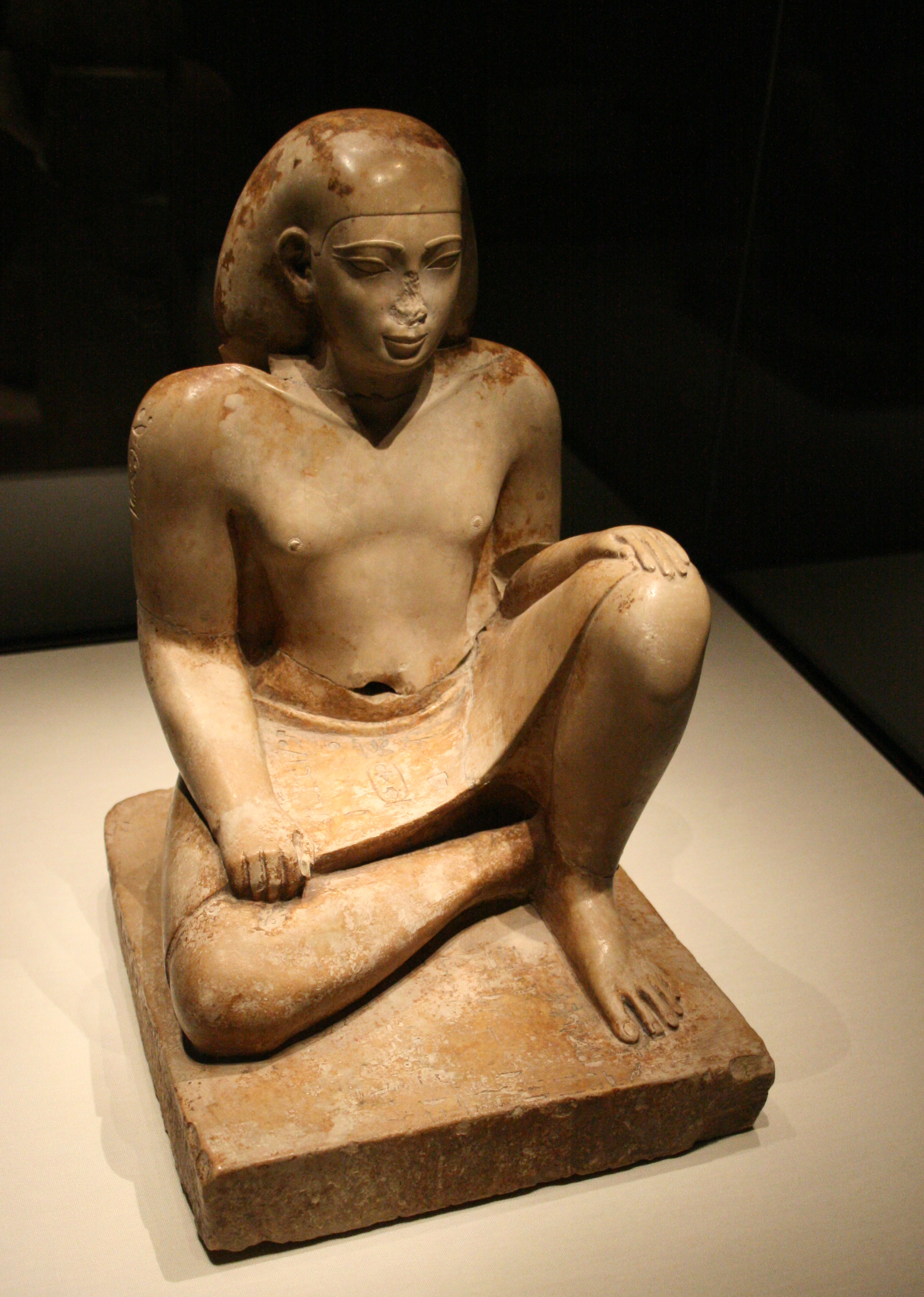
Egyptisk skulptur, XXVI dynastin
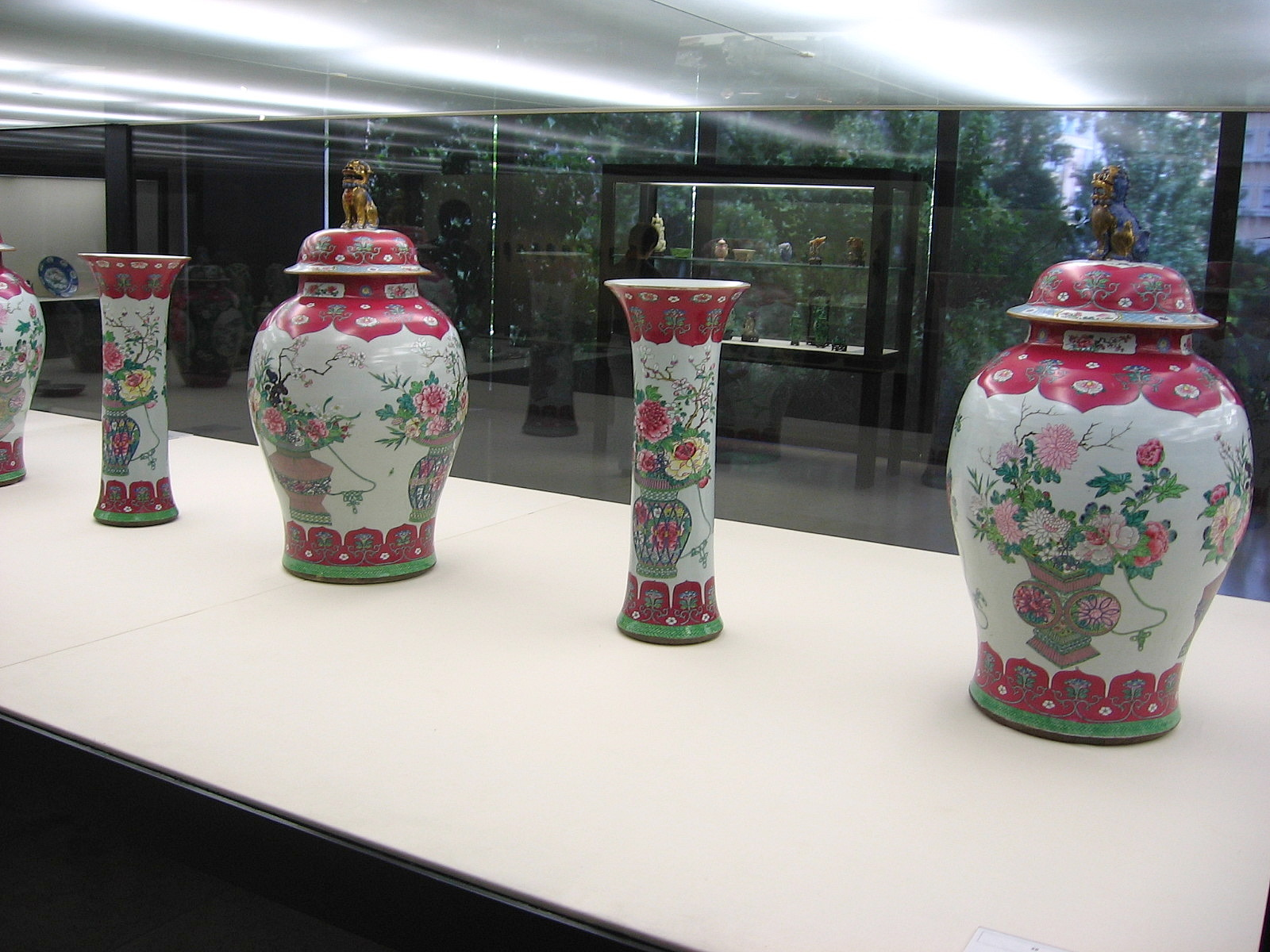
Kinesiska vaser, Qingdynastin
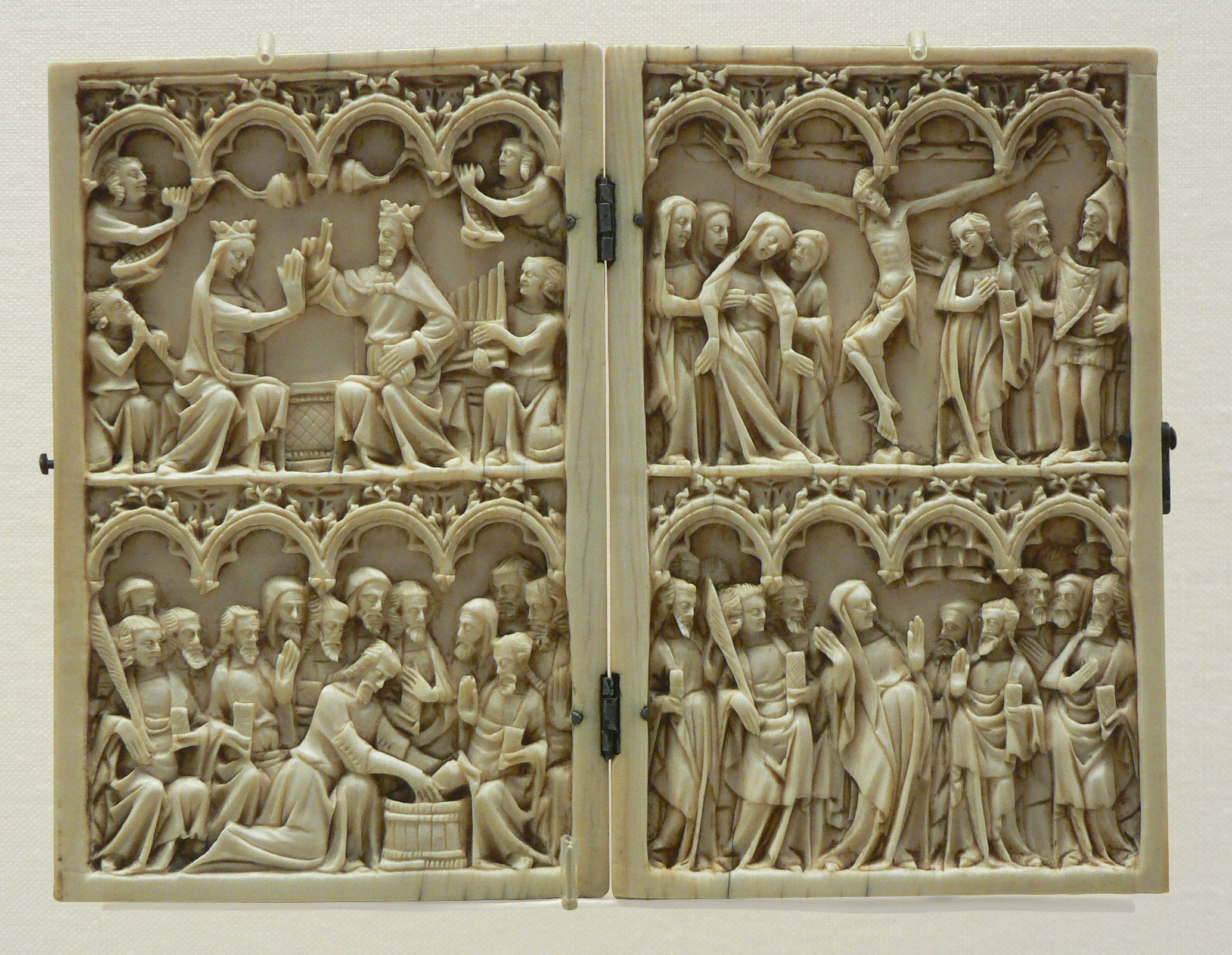
Fransk diptyk i elfenben, 1300-talet
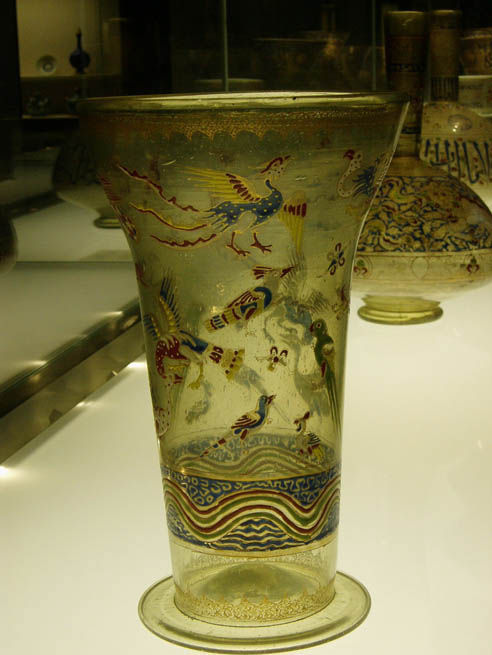
Bägare, Syrien eller Egypten, 1300-talet
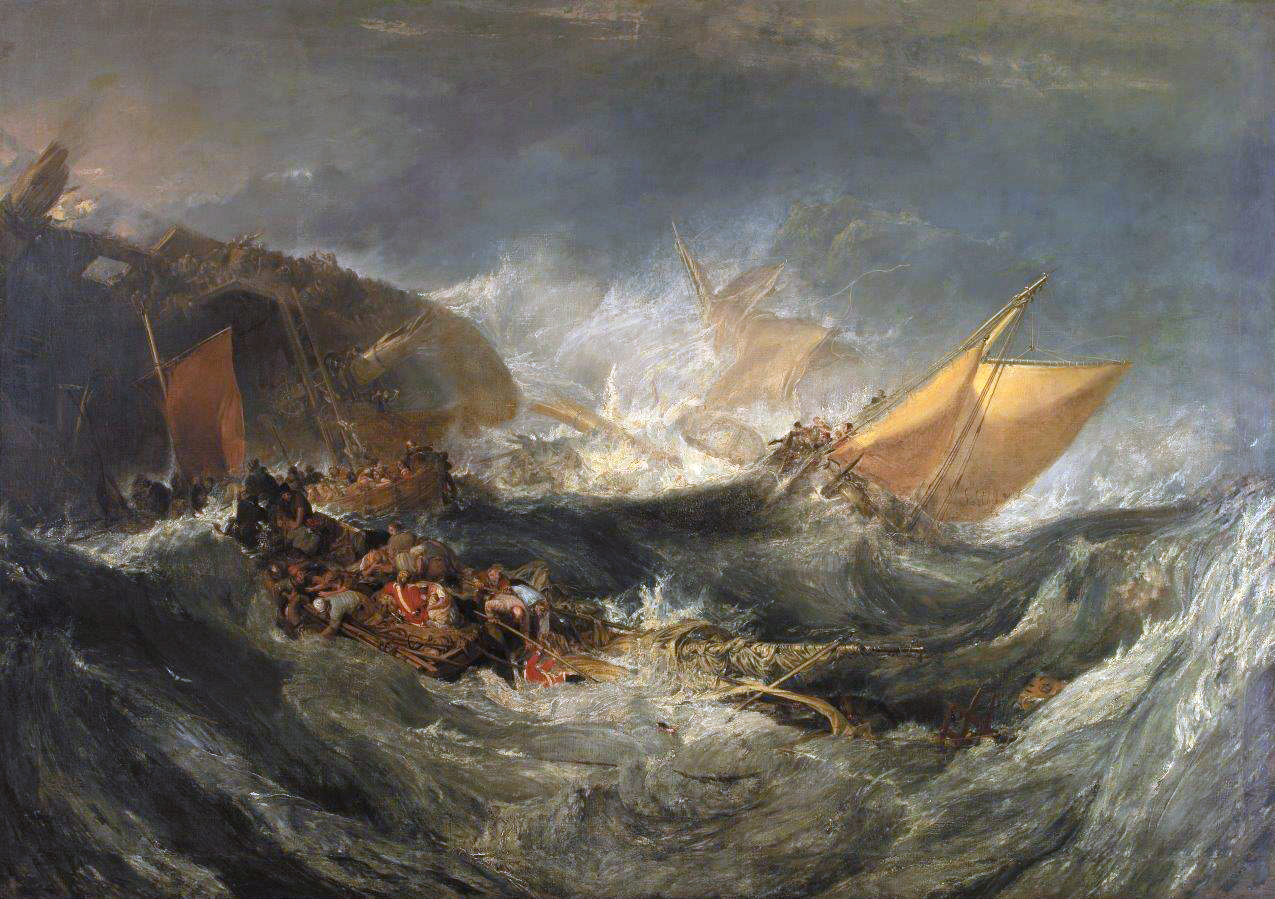
Turner: Skeppsbrott
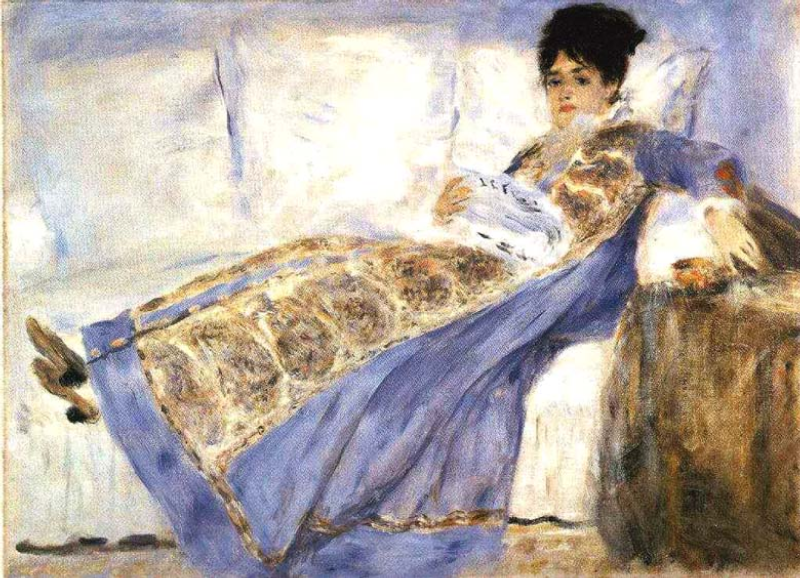
Renoir: Madame Monet läser Le Figaro
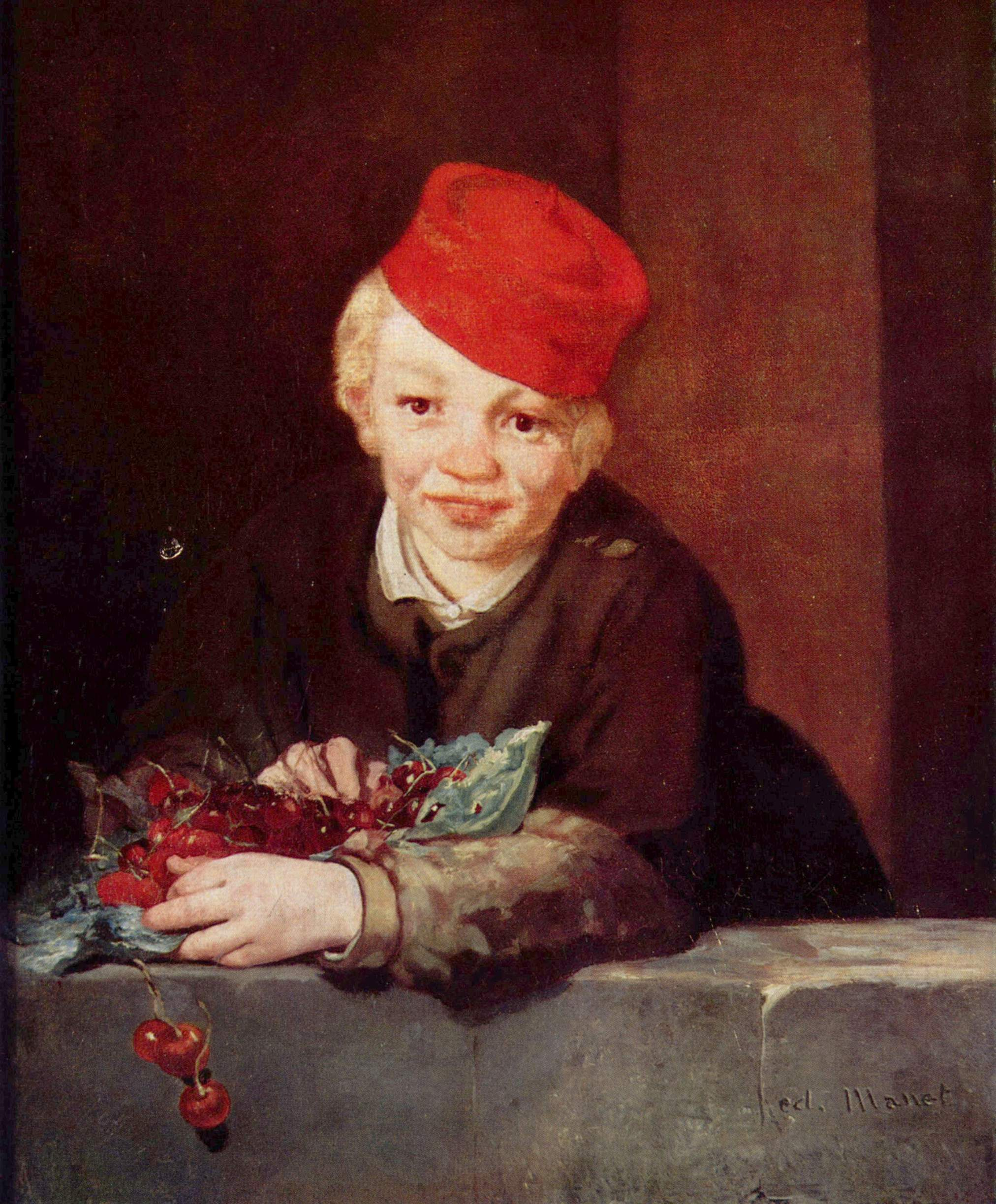
Manet: Pojke med körsbär
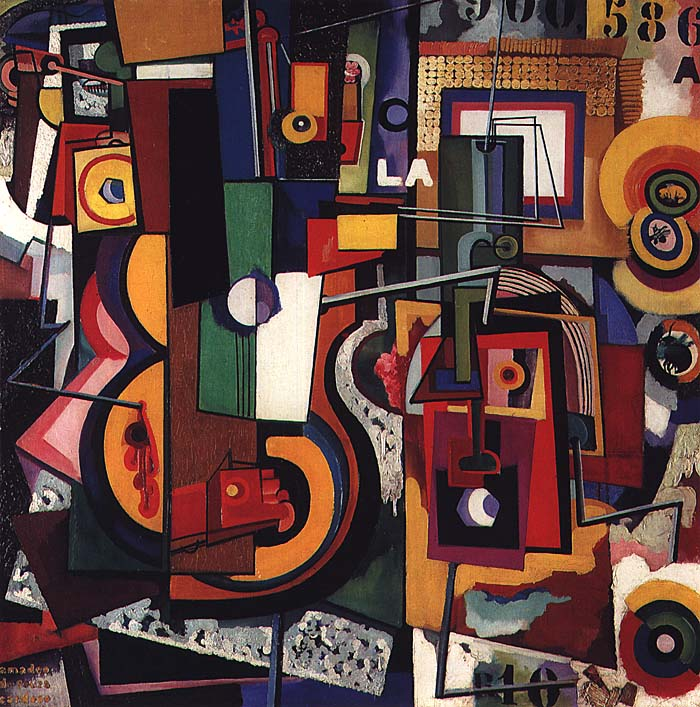
Souza-Cardoso: Målning